# Hans Georg Mörner (1686–1738)
Hans Georg Mörner af Morlanda, född 10 augusti 1686 på Olstorp i Västra Ryds socken, Östergötland, död 14 september 1738 i Stockholm, var en svensk greve och militär.

## Biografi
Hans Georg Mörner var son till guvernör Carl Mörner. Han trädde tidigt i krigstjänst och blev 1700 korpral vid Östgöta kavalleriregemente. Mörner deltog i Karl XII:s fälttåg och befordrades efter slaget vid Kliszów till kornett och 1708 till ryttmästare. Efter kapitulationen vid Perevolotjna 1709 kom han i rysk fångenskap, rymde snart men tillfångatogs på nytt vid Rigas erövring av ryssarna 1710. Mörner, som under fångenskapen 1711 utnämndes till generaladjutant, återvände hem i oktober 1718 och deltog i fälttåget mot Norge. Han erhöll 1720 överstes titel, placerades 1723 som överstelöjtnant vid garnisonsregementet i Stralsund och tillika kommendant där och blev 1736 överste och chef för Närke-Värmlands regemente och 1737 för Skaraborgs regemente.

### Familj
Mörner gifte sig den 7 september 1725 i Karlskrona med grevinnan Eva Charlotta Sparre af Söfdeborg (1711–1779), dotter till riksrådet, överamiralen och presidenten, friherre Claes Sparre af Söfdeborg och Sofia Lovisa Soop. De fick tillsammans barnen Sofia Catharina Mörner (1728–1759) som var gift med faderns kursin, majoren Carl Gustaf Broman och överstelöjtnanten Carl Gustaf (1729–1784) vid Smålands kavalleriregemente.